# Agnes Pockels
Agnes Pockels (Venecia, 14 de febrero de 1862-Brunswick, Alemania, 21 de noviembre de 1935) fue una científica pionera en el campo de la tensión superficial molecular y las monocapas.

## Trayectoria
Agnes Luise Wilhelmine Pockels nació en 1862 en Venecia, en la actual Italia. Su padre sirvió en el ejército austriaco (en 1863, Venecia, Italia, se encontraba bajo el dominio del imperio austríaco). Cuando cayó enfermo de malaria, la familia se mudó a Brunswick, Baja Sajonia, en 1871. 
Agnes casi no tuvo acceso a la educación formal, dedicándose principalmente a tareas de cuidados, tanto a cuidar de sus padres como de su hermano pequeño, y no tuvo más empleo que el de ama de casa. Aun así, tuvo grandes contribuciones a la ciencia, principalmente en el campo de la tensión superficial.
Desde niña tuvo gran interés en las ciencias naturales, principalmente en la física, gusto que adquirió mientras estudiaba en el Instituto Municipal para Niñas en Brunswich, estudios que compaginó con el trabajo en las tareas de casa. Estos fueron los únicos estudios formales que realizó, pues al acabar el instituto en Alemania las mujeres no tenían acceso a las universidades, y después (cuando empezaron a tener acceso) sus padres no la dejaron ir. Fue solo a través de su hermano menor, Friedrich Carl Alwin Pockels, quien estudió en la famosa Universidad de Göttingen, que tuvo acceso a literatura científica. A diferencia de este, reconocido científico conocido por el efecto Pockels y a quien le gustaban los aspectos teóricos de la disciplina, Agnes era una mujer experimental.
Agnes Pockels experimentó con lo que tenía a mano, el agua de fregar los platos de su propia cocina, así  descubrió la influencia de las impurezas en la tensión superficial de los líquidos. Para medir la tensión superficial, diseñó y perfeccionó su propio instrumental y su método cuantitativo para medir el tamaño de las moléculas y la tensión superficial de monocapas de aceites, grasas y jabones, con el que logró una gran precisión. Este instrumental se conoce como  la cubeta de Pockels, precursora de la de Irving Langmuir y su colaboradora, Katherine Blodgett. Langmuir obtuvo el Nobel de Química en 1932 por sus investigaciones en la química de superficies, para lo que utilizó una cubeta perfeccionada de la diseñada y utilizada por Agnes Pockels, sin embargo, no se reconoció el trabajo de esta última en este reconocimiento.
Su hermano Friedrich, conocedor de las investigaciones de su hermana y consciente de los limitantes sociales del momento, la animó a buscar el reconocimiento de John William Strut (1842-1919), también conocido como Lord Rayleigh. Así, en 1891, Agnes le envió los resultados de su trabajo autodidacta, Lord Rayleigh, impresionado por su trabajo, le brindó el apoyo que necesitaba para publicar su primer trabajo con el título “Surface Tension” [Nature, vol. 43, pp. 437-439 (1891)] en la prestigiosa revista científica Nature. En este trabajo, Agnes establecía las bases de la investigación cuantitativa de las películas superficiales, lo que se convirtió en un nuevo campo científico que alcanzó su reconocimiento con el Nobel que se concedió a Irving Langmuir mencionado anteriormente.
Después de esto, recibió una invitación de la Universidad de Gotinga para hacer uso de su laboratorio de física, invitación que no pudo aceptar por sus responsabilidades familiares. Aun así, Agnes Pockels siguió publicando hasta 1933, dos veces más en la revista Nature (en 1892 y 1894), y también en revistas de divulgación científica alemanas, como Naturwissenschaftlichen Rundschau. Así mismo mantuvo correspondencia con científicos de la época como Georg Hermann Quincke, Herbert Teubner, Arnold Sommerfeld o Charles Galton Darwin.
No fue sino hasta que tenía cumplidos los 70 años cuando obtuvo reconocimientos a su trabajo. Aparte de los mencionados a continuación, Charles Tanford dedica un capítulo a Agnes Pockels en uno de sus libros, como se muestra en la lista de bibliografía, y Wilhelm Ostwald publicó un artículo en Kolloid Zeitschrift ponderando la importancia de su trabajo acompañado por una autobiografía de Agnes.

## Reconocimientos
1931: Premio Laura Leonard de la Kolloid Gesellschaft, concedido junto a Henri Devaux. 
1932: Doctorado honoris causa por la Universidad Politécnica de Brunswick. El primero concedido a una mujer en ingeniería, concedido como inventora del método cuantitativo para medir la tensión superficial.